# راؤول كونتي
راؤول كونتي (بالإسبانية: Raúl Conti)‏ (5 فبراير 1928 ببيريغامنيو في الأرجنتين - 5 أغسطس 2008 ببيريغامنيو في الأرجنتين) هو لاعب كرة قدم أرجنتيني في مركز الوسط. لعب مع أتالانتا وريفر بليت ونادي باري ونادي تورينو ونادي راسينغ ونادي موناكو ويوفنتوس.

## وصلات خارجية
- راؤول كونتي على موقع قاعدة بيانات كرة القدم.إي يو (الإنجليزية)
- راؤول كونتي على موقع عالم كرة القدم.نت (الإنجليزية)